# Брачевці
45°26′ пн. ш. 18°17′ сх. д. / 45.43° пн. ш. 18.28° сх. д.
Брачевці (хорв. Bračevci) — населений пункт у Хорватії, в Осієцько-Баранській жупанії у складі громади Дренє.

## Населення
Населення за даними перепису 2011 року становило 209 осіб.
Динаміка чисельності населення поселення:

## Клімат
Середня річна температура становить 10,94 °C, середня максимальна – 25,07 °C, а середня мінімальна – -5,84 °C. Середня річна кількість опадів – 715 мм.
| Клімат поселення                              | Клімат поселення | Клімат поселення | Клімат поселення | Клімат поселення | Клімат поселення | Клімат поселення | Клімат поселення | Клімат поселення | Клімат поселення | Клімат поселення | Клімат поселення | Клімат поселення | Клімат поселення |
| Показник                                      | Січ.             | Лют.             | Бер.             | Квіт.            | Трав.            | Черв.            | Лип.             | Серп.            | Вер.             | Жовт.            | Лист.            | Груд.            |                  |
| Середній максимум, °C                         | 5,80             | 7,86             | 12,47            | 16,95            | 21,99            | 25,07            | 24,94            | 24,47            | 20,45            | 15,19            | 9,24             | 5,30             |                  |
| Середня температура, °C                       | −0,02            | 2,07             | 6,65             | 11,13            | 16,17            | 19,26            | 21,01            | 20,53            | 16,52            | 11,25            | 5,30             | 1,40             |                  |
| Середній мінімум, °C                          | −5,84            | −3,76            | 0,84             | 5,31             | 10,36            | 13,43            | 17,09            | 16,60            | 12,60            | 7,30             | 1,40             | −2,6             |                  |
| Норма опадів, мм                              | 45               | 43               | 43               | 55               | 66               | 93               | 65               | 63               | 53               | 62               | 70               | 57               |                  |
| Середньомісячна швидкість вітру, м/с          | 2.20             | 2.40             | 2.70             | 2.60             | 2.30             | 2.10             | 2.10             | 1.90             | 1.90             | 2.00             | 2.10             | 2.20             |                  |
| Середньомісячна сонячна радіація, кДж/м²·день | 4284             | 6934             | 10881            | 15300            | 19235            | 21194            | 22145            | 20275            | 14936            | 9326             | 4829             | 3616             |                  |
| --------------------------------------------- | ---------------- | ---------------- | ---------------- | ---------------- | ---------------- | ---------------- | ---------------- | ---------------- | ---------------- | ---------------- | ---------------- | ---------------- | ---------------- |
| Джерело:                                      |                  |                  |                  |                  |                  |                  |                  |                  |                  |                  |                  |                  |                  |